# Ramón Esparza e Iturralde
Ramón Esparza e Iturralde (Echauri, 13 de agosto de 1825-ibíd., 16 de febrero de 1907) fue un político y escritor español.

## Biografía
Era hijo de Remigio de Esparza y de María Santos de Iturralde. Comprometido con el carlismo, en la segunda mitad de la década de 1860 dirigió en Zaragoza el periódico La Perseverancia (1864-1869), fundado por el conde de Fuentes en 1864 para defender la causa de «Dios, Patria y Rey».
Fue secretario de la Junta Provincial católico-monárquica de Zaragoza en 1870. Estallada la tercera guerra carlista, formó parte de la Junta de Armamento de Aragón. Era amigo personal del general Ollo, cuya desgarradora muerte presenció cuando acompañaba al general Elío.
Terminada la contienda, fue intendente de la casa de Carlos de Borbón y Austria-Este y preceptor del príncipe Don Jaime. Desempeñó el cargo de jefe superior del palacio de Viareggio.
Publicó varios trabajos políticos y literarios. En palabras del autor, sus obras El ángel de Somorrostro (1877) y En Navarra. Cosas de la guerra (1895) son episodios tomados del natural, aunque novelados.
Fue bisabuelo del escritor Juan Iturralde.

## Obras
- Carlos VII y monarquía popular : única solución conveniente á los intereses de España (París, 1868)
- Episodios de la guerra civil: El ángel de Somorrostro (Barcelona, 1877)
- En Navarra. Cosas de la guerra (Madrid, 1895)